# Opium: Diario de una mujer poseída
Opium: Diario de una mujer poseída (título del original en húngaro: Ópium: Egy elmebeteg nő naplója) es una película húngara (género drama), dirigida por János Szász. Se presentó en el 29.º Festival Internacional de Cine de Moscú, en el que Kirsti Stubø ganó el Premio George de Plata para la Mejor Actriz.

## Reparto
- Ulrich Thomsen como el doctor Brenner.
- Kirsti Stubø como Gizella.
- Zsolt László como el profesor Winter.
- Enikö Börcsök como la Hermana Hortenzia.
- Gyöngyvér Bognár como la compañera de cuarto de Gizella.
- Roland Rába

## Argumento
El doctor Brenner, con adicción a la heroína, es asignado a un hospital psiquiátrico, donde conoce a Gizella, quien fue internada allí por enfermedad mental. Con el tiempo, va descubriendo que ella en realidad es una escritora muy talentosa.